# Rudolph Otto van Holthe tot Echten (1892-1971)
Rudolph Otto van Holthe tot Echten (Assen, 3 januari 1892 - Ede, 24 juli 1971) was een Nederlandse burgemeester.

## Leven en werk

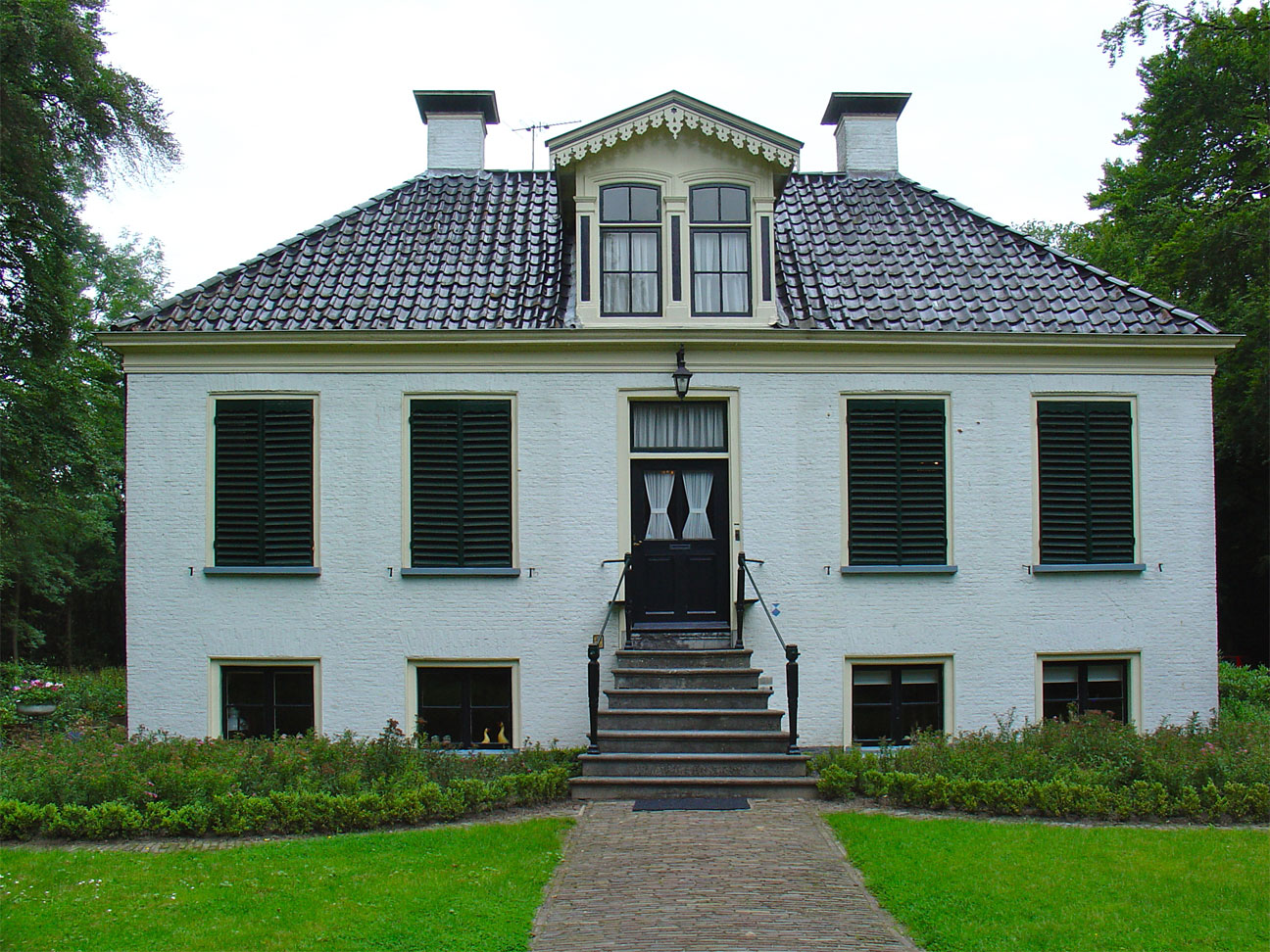
De ambtswoning van Rudolph Otto van Holthe tot Echten als burgemeester van Vledder

Jhr. Van Holthe tot Echten was een zoon van het Eerste Kamerlid Hendrik Gerard van Holthe tot Echten en Constantia Johanna Anna Christina barones van der Feltz. Hij trouwde op op 20 juni 1918 te Assen met Johanna Cornelia Wilhelmina Mollerus, dochter van Antonie Pieter Hendrik Johan Mollerus en Johanna Cornelia Wilhelmina van Loon. Na zijn studie economie was hij onder meer werkzaam als volontair op de gemeentesecretarie van Renkum. In juli 1937 werd hij benoemd tot burgemeester van het Drentse Vledder. In november 1941 werd hij ontslagen als burgemeester door de Duitse bezetter. Na de Tweede Wereldoorlog keerde hij weer terug als burgemeester van Vledder. Hij vervulde deze functie tot 1957. Hij overleed in juli 1971 op 79-jarige leeftijd te Ede.
Zijn broer Marie Louis was burgemeester van Rhenen, Zeist en Breukelen.